# Žužemberk
Žužemberk je osrednje naselje Suhe krajine z okoli 1100 prebivalci in je sedež istoimenske občine. Zaselek, kasneje pa mesto, se je razvil okrog gradu Žužemberk, na terasi nad reko Krko. Žužemberk je bil prvič pisno omenjen leta 1246, trške pravice pa je dobil leta 1399. Od leta 1413 je sedež župnije Žužemberk (v začetku je sodila v okvir pražupnije Dobrnič, pred letom 1399 pa se je kot vikariat iz nje izločila in prešla v posest cistercijanskega samostana v Stični). Danes je v župniji 12 podružničnih cerkva. Od leta 1828 se v kraju nahaja osnovna šola, med letoma 1868 in 1940 pa je v njem delovalo okrajno sodišče in raznih državnih uradov. Leta 1998 je postal središče istoimenske občine.
Središče naselja predstavlja trg z litoželeznim vodnjakom, ki stoji pred grajskim vhodom, in okoliške nadstropne hiše s kamnitimi portali.

## Galerija
- Cerkev sv. Roka
- Stranska vas
- Južnoafriški Beaufighterji med napadom na Žužemberk 13. februarja 1945